# Phalacrus grouvellei
Phalacrus grouvellei là một loài bọ cánh cứng trong họ Phalacridae. Loài này được Guillebeau miêu tả khoa học năm 1892.